# 雷·曼札克
雷·曼札克（英語：Ray Manzarek，1939年2月12日—2013年5月20日），全名：小雷蒙德·丹尼爾·曼薩雷克（Raymond Daniel Manzarek Jr.），美國鍵盤手。他最為人所知的身份是搖滾樂隊門戶合唱團的成員，於1965年與加州大學洛杉磯分校電影學院的同學吉姆·莫里森共同創立了該樂隊。曼扎雷克因其創新的演奏和風琴鍵盤樂器的能力而受到讚賞。在芝加哥南區出生及長大，他的父母是波蘭裔，其祖父母於1890年代從波蘭移民到美國。他在1993年以門戶合唱團成員的身份被列入摇滚名人堂。

## 伸延閱讀
- Gaar, Gillian G. . Minneapolis, Minnesota: Voyageur Press. 2015. ISBN 978-0-7603-4690-7.
- Gerstenmeyer, Heinz. . BoD – Books on Demand. 2001. ISBN 978-3-8311-2057-4 （德语）.
- Fong-Torres, Ben. . Hyperion Books. 2006. ISBN 978-1-4013-0303-7.
- Manzarek, Ray. . New York City: Berkley Boulevard Books. 1999. ISBN 0-425-17045-4.
- Shepherd, John. . Continuum. 2003. ISBN 978-0-8264-6322-7.
- Weidman, Rich. . Backbeat Books. 2011. ISBN 978-1617131103.

## 外部連結

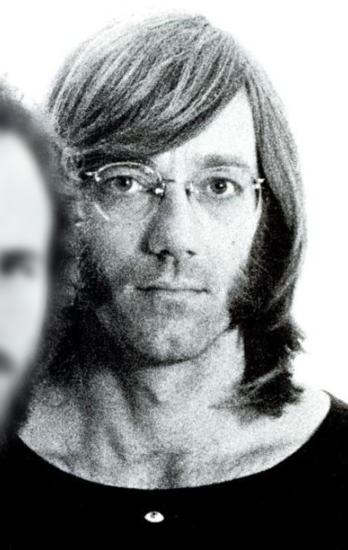
攝於1971年

- Ray Manzarek official website （页面存档备份，存于）
- 雷·曼札克的Discogs页面 （英文）
- The Doors official website （页面存档备份，存于）
- 雷·曼札克在互联网电影资料库（IMDb）上的資料（英文）
- Ray Manzarek Interview （页面存档备份，存于） at NAMM Oral History Collection December 8, 2008